# Adressage des protéines
Dans une cellule, la localisation d'une protéine est essentielle à son bon fonctionnement. Or le lieu de production d'une protéine est souvent différent de son lieu d'action.
L'adressage est l'ensemble des mécanismes qui permettent à une protéine d'être dirigée vers la bonne position. Les ARNm sont sujet à un adressage.
Günter Blobel, biologiste moléculaire germano-américain, a obtenu le Prix Nobel de physiologie ou médecine en 1999 pour ses travaux sur la NLS (nuclear localisation signal), une séquence en acides aminés permettant aux protéines qui la portent d'être importée dans le noyau grâce à des importines.

## Signal d'adressage
Le signal d'adressage est une courte séquence d'acide aminés non polaires, généralement situé à l'extrémité N-terminale de la protéine, servant à désigner les protéines devant être adressées, et indiquer leur destination. Bien que très répandus, les signaux d'adressage ne sont pas une caractéristique universelle, par exemple, les protéines localisées dans la membrane externe des chloroplastes ne comportent généralement pas de signaux d'adressage.

## Chez les eucaryotes
L'adressage est accompli au moyen de séquences d'adressage localisées sur le site N-terminal de la protéine et intervient ainsi dans leur orientation vers une destination finale.
Cet adressage est fait au niveau du cytosol.

## Adressage au noyau
Les protéines entrant dans le noyau (facteurs de transcription, histones...) possèdent une séquence spécifique appelée NLS (pour Nuclear Localisation Signal) souvent riche en lysine et arginine. Cette séquence est reconnue par des importines qui interagissent avec les pores nucléaires et permettent l'entrée des protéines dans le noyau.
Les protéines sortant du noyau possèdent une séquence NES (Nuclear Export Signal) reconnu par des exportines de la famille des Karyophérines.

## Adressage auxmitochondries
Les protéines entrant dans les mitochondries possèdent une séquence d'adressage N-terminal clivable comportant des acides aminés basiques (chargés positivement).

## Adressage auxpéroxysomes
Les protéines destinées aux péroxysomes sont porteuses d'un signal PTS (Peroxysome Transfert Signal). Cette séquence est reconnue par des protéines GTP-asiques situées sur la membrane de la vésicule (en particulier la GTP-ase Rab).

## Adressage aux lysosomes
Les protéines destinées aux lysosomes sont porteuses d'une séquence spéciale: Le mannose - 6 - phosphate, reconnue par les protéines membranaires des lysosomes.

## Adressage aux réticulum endoplasmique
Les proteines destinées aux réticulum endoplasmique sont porteur d'un peptide signal KDEL (code à une lettre des acides aminés de la séquence),une fois reconnue par la protéine SRP, le ribosome, l'ARN et SRP se fixent sur le récepteur situé sur la membrane du reticulum, la synthèse protéique commence et SRP est décroché pour être recyclé.

## Voie de sécrétion
Il est essentiel que les vésicules contenant le contenu produit par la cellule déversent ces produits dans un compartiment approprié : le système d'adressage repose pour cela sur les protéines SNARE. Chaque vésicule a dans sa membrane des protéines V-Snare (V pour vésicule) qui ne peuvent se fixer qu'à une seule protéine T-SNARE (T pour target) ancrée sur le compartiment de destination. Ces protéines servent à la fois de moyen de reconnaissance et de moyen d'ancrage.